# Cratere Acastus
Acastus è un cratere sulla superficie di Febe.